# Sten Söderberg (nydemokrat)
Sten Hans Roland Söderberg, född 30 maj 1941 i Karlskoga, är en svensk före detta politiker (nydemokrat) och riksdagsledamot. Han var kriminalinspektör till yrket.
Söderberg var ledamot av Sveriges riksdag under mandatperioden 1991–1994, invald i Kronobergs läns valkrets. Han var suppleant i justitieutskottet och socialutskottet. År 1992 lämnade han Ny demokrati och blev politisk vilde i riksdagen. Söderberg startade även ett eget parti men återvände senare till Ny demokrati.